# 金色流星出版社
金色流星出版社（Golden Meteorite Press）是一家独立的加拿大出版公司，出版内容包括小说，非小说类文学作品和儿童文学。它位于阿尔伯塔省埃德蒙顿市，是由奥斯丁·马当和他的妻子凯瑟琳·马当创立并经营的。

## 出版
金色流星出版社出版了超过100本书，种类包括历史，加拿大政治，儿童文学，地理和科学。